# Humphrey Mijnals
Humphrey August Mijnals, né le 21 décembre 1930 à Moengo (Guyane néerlandaise) et mort le 27 juillet 2019 à Utrecht, est un footballeur international néerlandais et international surinamien, qui évoluait au poste de défenseur.

## Biographie

### Carrière en club
Humphrey Mijnals commence sa carrière avec le club du SV Robinhood dans les années 1950, où il est l'une des stars de l'équipe. Il sera avec cette équipe quadruple champion du Surinam. Il joue ensuite pendant six mois à l'América Futebol Clube dans l'État du Pernambouc au Brésil.
En 1956, il est transféré à l'USV Elinkwijk, club de la ville d'Utrecht, aux Pays-Bas, avec son frère Frank et trois autres joueurs du Suriname, Michel Kruin, Erwin Sparendam et Charley Marbach, quintette connu sous le nom de « trèfle à cinq feuilles ». Avec l'USV Elinkwijk, il joue 134 matchs et inscrit deux buts. En 1963, il est transféré au DOS Utrecht, club avec lequel il joue 17 matchs et marque un but. Il termine sa carrière de joueur dans des clubs semi-professionnels d'Utrecht.

### Carrière en sélection
Le 3 avril 1960, Humphrey Mijnals est convoqué avec l'équipe nationale néerlandaise pour disputer un match contre la Bulgarie. C'est la première fois qu'un joueur du Suriname se voit convoqué en équipe des Pays-Bas. Lors de ce match, Mijnals arrête une tentative de but bulgare grâce à un coup de pied aérien. Toutefois, il ne jouera que deux matchs supplémentaires avec les Pays-Bas, contre la Belgique puis contre sa propre équipe nationale, le Suriname, et ceci alors que le Suriname vient de se séparer de la KNVB.
Humphrey Mijnals joue ensuite 46 matchs en faveur de l'équipe nationale surinamaise, bien que tous ces matches ne soient pas considérés comme officiels puisque dans de nombreux cas, les adversaires étaient des clubs ou des équipes non reconnus par la FIFA.